# باتريك باندا
باتريك باندا (بالإنجليزية: Patrick Banda)‏ (28 يناير 1974 بزامبيا - 27 أبريل 1993 بليبرفيل في الغابون) هو لاعب كرة قدم زامبي في مركز الوسط، شارك في كأس الأمم الأفريقية 1992. وشارك مع منتخب زامبيا لكرة القدم.

## وصلات خارجية
- باتريك باندا على موقع الاتحاد الدولي (مؤرشف)  (الإنجليزية)
- باتريك باندا على موقع قاعدة بيانات كرة القدم.إي يو (الإنجليزية)
- باتريك باندا على موقع ناشيونال فوتبول تيمز (الإنجليزية)